# Barbi Marković

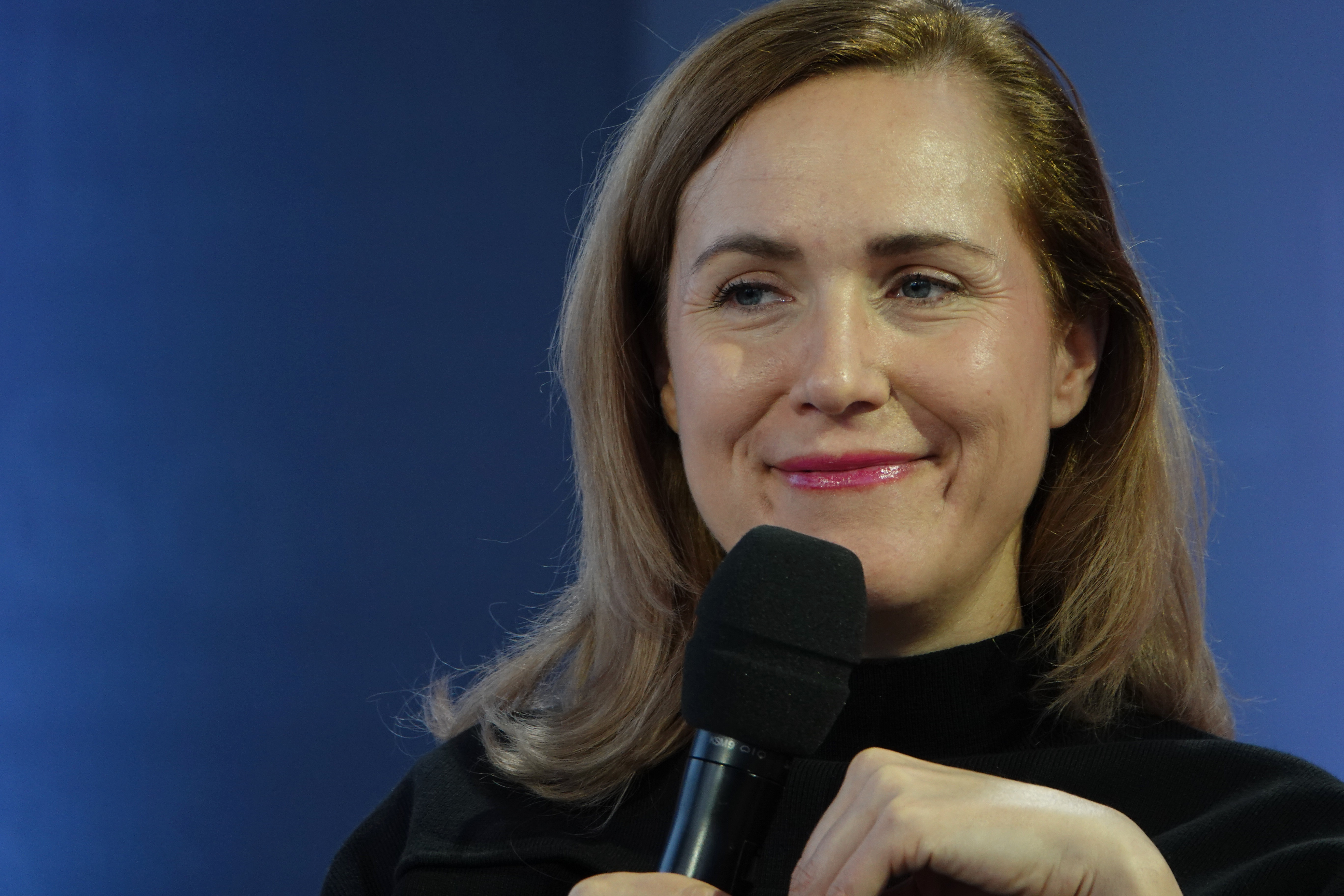
Barbi Marković, 2024

Barbara „Barbi“ Marković (* 1980 in Belgrad) ist eine serbisch-österreichische Schriftstellerin.

## Leben
Barbara Marković studierte Germanistik in Belgrad. Seit 2006 lebt sie in Wien und studierte an der Universität Wien, das Studium schloss sie in Wien 2013 als Magistra ab. In Belgrad arbeitete sie als Lektorin für den Rende-Verlag. 2006 veröffentlichte sie in Serbien unter dem Titel Izlaženje eine Adaption der Thomas-Bernhard-Erzählung Gehen, in dem sie den Text in die Belgrader Clubszene übertrug. Die Rückübersetzung ins Deutsche von Mascha Dabić erschien 2009 unter dem Titel Ausgehen. 2011/2012 war sie Stadtschreiberin von Graz, die Ergebnisse dieses Projektes erschienen 2012 unter dem Titel Graz Alexanderplatz. 2014 wurde ihr Theaterstück InBetween beim Ethos Uluslararası Tiyatro Festivali in Ankara uraufgeführt, die österreichische Erstaufführung erfolgte im Werk X.
Im Jahr 2016 veröffentlichte sie den teils auf Deutsch, teils auf Serbisch verfassten Großstadtroman Superheldinnen, für den sie unter anderem mit dem Literaturpreis Alpha und dem mit 7000 Euro dotierten Förderpreis des Adelbert-von-Chamisso-Preises ausgezeichnet wurde. Im Februar 2017 wurde die Bühnenfassung von Superheldinnen am Wiener Volkstheater uraufgeführt. Ende November 2019 erfolgte die Uraufführung ihres Theaterstückes Staub am Grazer Theater im Bahnhof.
Marković wurde 2017 zum Ingeborg-Bachmann-Wettbewerb eingeladen. 2018 erhielt sie das mit 7000 Euro dotierte George-Saiko-Reisestipendium. 2019 schrieb sie ein Hörspiel namens „Frag die Angst“ für den WDR, das teilweise auf ihren Tagebüchern aus der Zeit der Bombardierung Belgrads beruht. 2021 veröffentlichte sie den Roman Die verschissene Zeit, der in Belgrad während der Jugoslawienkriege spielt und im Oktober und Dezember 2021 auf der ORF-Bestenliste auf Platz sechs landete. Der 2023 veröffentlichte Prosaband Minihorror gelangte im November 2023 auf Platz drei der ORF-Bestenliste und im Januar 2024 auf Platz eins der SWR-Bestenliste sowie auf Platz eins der ORF-Bestenliste. 2024 wurde der Band mit dem Preis der Leipziger Buchmesse in der Kategorie Belletristik ausgezeichnet.
Am 18. Juni 2024 wurde ihr Theaterstück Das Kitzelmonster als Spin-Off zum Erzählband Minihorror am Theater am Werk uraufgeführt. Die Inszenierung von Aslı Kışlal von Minihorror, einer Koproduktion von diverCitylab und dem Theater am Werk, wurde im Rahmen der Verleihung des Nestroy-Theaterpreises 2024 in der Kategorie Beste Off-Produktion nominiert. Ihr Piksi-Buch, eine autofiktionale Geschichte einer unfreiwillig am Fußballplatz eines Belgrader Vereins verbrachten Kindheit, gelangte im Februar 2025 auf Platz 10 der ORF-Bestenliste. Ihr im Mai 2025 veröffentlichter Text Stehlen, Schimpfen, Spielen basiert auf einer Poetikvorlesung, die sie an der Universität Salzburg gehalten hatte und wurde im Juni 2025 auf Platz zwei der ORF-Bestenliste gereiht.

## Publikationen (Auswahl)
- 2006: Izlaženje, Rende-Verlag, Belgrad
- 2009: Ausgehen, deutsche Erstausgabe, Übersetzung von Izlaženje aus dem Serbischen von Mascha Dabić, Suhrkamp-Verlag, Frankfurt 2009, ISBN 978-3-518-12581-6.
- 2012: Graz, Alexanderplatz. Leykam-Verlag, Graz 2012, ISBN 978-3-7011-7821-6.
- 2016: Superheldinnen. Roman mit Übersetzungen von Mascha Dabić, Residenz Verlag, Salzburg/Wien 2016, ISBN 978-3-7017-1662-3.
- 2021: Die verschissene Zeit, Residenz Verlag, Salzburg 2021, ISBN 978-3-7017-1698-2.
- 2023: Minihorror. Illustrationen Ivana Kličković. Residenz Verlag, Salzburg 2023, ISBN 978-3-7017-1775-0.[22]
- 2024: Das Kitzelmonster, Theaterstück, Uraufführung am Theater am Werk am 18. Juni 2024[16][17]
- 2024: Piksi-Buch. Voland & Quist, Berlin und Dresden 2024, ISBN  978-3-86391-424-0.[23]
- 2025: Stehlen, Schimpfen, Spielen. Rowohlt, Hamburg 2025, ISBN 978-3-498-00759-1.

## Auszeichnungen und Nominierungen
- 2011/12: Stadtschreiberin von Graz[24]
- 2016: Literaturpreis Alpha für Superheldinnen[25]
- 2017: Förderpreis des Adelbert-von-Chamisso-Preises für Superheldinnen[26]
- 2018: George-Saiko-Reisestipendium[7]
- 2019: Reinhard-Priessnitz-Preis[27]
- 2021: Heinrich-Heine-Stipendium in Lüneburg
- 2021: Nominierung für den AK-Literaturpreis für Mortal Kombat[28]
- 2022: Buchprämie der Stadt Wien mit Die verschissene Zeit[29]
- 2023: Berliner Kunstpreis (Sektion Literatur)[30]
- 2023: Outstanding Artist Award für Literatur[31]
- 2024: Preis der Leipziger Buchmesse in der Kategorie Belletristik mit Minihorror[15][32][33][34]
- 2024: Nominierung für den Literaturpreis „Text & Sprache“ des Kulturkreises der deutschen Wirtschaft (Shortlist) mit Minihorror[35][36][37]
- 2024: Carl-Amery-Literaturpreis[38]